# خضر بقلة
خضر بقلة (ولد في 15 سبتمبر 1998) هو سباح أردني. شارك في سباق 200 متر رجال في ألعاب الأولمبياد الصيفية 2016، حيث حل في المركز الحادي والثلاثين بزمن قدره 1:48.42. لم يتأهل إلى الدور نصف النهائي. في عام 2014، شارك في ألعاب الشباب الأولمبية الصيفية 2014 التي أقيمت في نانجينغ، الصين.
كان يمثل جامعة فلوريدا. كان يحمل لقب الأمريكي الكلي في السباحة 11 مرة.